# 학익여자고등학교
학익여자고등학교(鶴翼女子高等學校)는 대한민국 인천광역시 미추홀구 학익동에 있는 공립 고등학교이다.

## 학교 연혁
- 1996년 2월 14일 : 학익여자고등학교 설립 인가
- 1996년 3월 1일 : 학익여자고등학교 개교
- 1996년 3월 1일 : 제1대 구조완 교장 취임
- 1996년 3월 2일 : 학익여자고등학교 제1회 입학식
- 2013년 3월 1일 : 학력향상 선도학교 선정
- 2013년 10월 29일 : 나래교(본관과 예연관 연결 통로) 준공
- 2016년 10월 24일 : 급식소 '소담관' 준공
- 2022년 9월 1일 : 제11대 최근환 교장 취임
- 2024년 1월 5일 : 제26회 졸업식(졸업생 305명, 누적 총 12,467명 졸업)
- 2024년 3월 4일 : 제29회 입학식(321명)

## 참고 자료
- 학익여자고등학교 - 한국교육학술정보원 학교알리미